# بلانكا باديلا
بلانكا باديلا (بالإسبانية: Blanca Padilla)‏ (ولدت في 7 يناير 1995 في مدريد، إسبانيا) عارضة إسبانية، هي واحدة من أشهر العارضات الإسبانيات عالميًا. بدأت باديلا في عرض الأزياء بعد أن اكتشفها أحد الوكلاء في مترو الأنفاق في مدريد عندما كانت طالبة في مدرسة المدرسة العليا للهندسة التجارية للأعمال والتسويق. لقد وقعت على نيكست موديل مانجمنت. كانت وجه لماركة دولتشي آند غابانا.

## روابط خارجية
- بلانكا باديلا على موقع دليل عارضات الأزياء (الإنجليزية)
- بلانكا باديلا في موديلز.كوم